# Storytone
Storytone is het 34e studioalbum van de Canadese singer-songwriter Neil Young. Het album werd door Reprise Records uitgebracht op 4 november 2014. Het album kwam in twee versies: de cd met orkestrale- en bigbanduitvoering en een deluxe versie met solo-opnames.
Het was Neil's tweede album van 2014, na het lo-fi album A letter home.

## Tracklist
Alle muziek en teksten zijn geschreven door Neil Young. 
| Nr. | Titel                     | Duur |
| --- | ------------------------- | ---- |
| 1.  | Plastic flowers           | 4:06 |
| 2.  | Who's gonna stand up      | 4:23 |
| 3.  | I want to drive my car    | 3:08 |
| 4.  | Glimmer                   | 4:59 |
| 5.  | Say hello to Chicago      | 4:57 |
| 6.  | Tumbleweed                | 3:37 |
| 7.  | Like you used to do       | 2:39 |
| 8.  | I'm glad I found you      | 3:39 |
| 9.  | When I watch you sleeping | 5:30 |
| 10. | All those dreams          | 4:25 |

| Nr. | Titel                     | Duur |
| --- | ------------------------- | ---- |
| 1.  | Plastic flowers           | 4:02 |
| 2.  | Who's gonna stand up      | 3:49 |
| 3.  | I want to drive my car    | 2:22 |
| 4.  | Glimmer                   | 3:10 |
| 5.  | Say hello to Chicago      | 4:54 |
| 6.  | Tumbleweed                | 3:22 |
| 7.  | Like you used to do       | 2:38 |
| 8.  | I'm glad I found you      | 3:22 |
| 9.  | When I watch you sleeping | 5:34 |
| 10. | All those dreams          | 3:52 |